# Stare Czajki
Stare Czajki (niem. Alt Czayken, w latach 1933–1945 Alt Kiwitten) – wieś w Polsce położona w województwie warmińsko-mazurskim, w powiecie szczycieńskim, w gminie Świętajno. W latach 1975–1998 miejscowość administracyjnie należała do województwa olsztyńskiego.
Wieś założona w ramach osadnictwa szkatułowego w 1788 r. na gruntach leśnych. W 1933 r. w ramach akcji germanizacyjnej zmieniono urzędową nazwę miejscowości na Alt Kiwitten.